# EN 60601-2-13
Die EN 60601-2-13 mit dem Titel „Medizinische elektrische Geräte – Teil 2-13: Besondere Festlegungen für die Sicherheit von Anästhesiesystemen“ ist Teil der Normenreihe EN 60601.
Herausgeber der DIN-Norm DIN EN 60601-2-13 ist das Deutsche Institut für Normung.
Die Norm basiert auf der internationalen Fassung IEC 60601-2-13. Im Rahmen des VDE-Normenwerks ist die Norm als VDE 0750-2-13 klassifiziert, siehe DIN-VDE-Normen Teil 7.
Diese Ergänzungsnorm regelte allgemeine Festlegungen für die Sicherheit, Prüfungen und Richtlinien von Anästhesiesystemen.
Die Norm wurde zurückgezogen und durch die Norm EN ISO 80601-2-13 ersetzt.

## Gültigkeit
Die deutsche Ausgabe 5.2007 ist ab ihrem Erscheinungsdatum als Deutsche Norm angenommen.
- Die aktuelle Fassung (5.2007) ist korrespondierend mit der 2. Ausgabe der DIN EN 60601-1 anzuwenden.
- Es wurde noch kein Entwurf korrespondierend zur 3. Ausgabe der DIN EN 60601-1 veröffentlicht.
- Die aktuelle Ausgabe soll die EN 740 teilweise ersetzten. Diese darf jedoch noch bis zum 1. März 2010 angewendet werden.

## Anwendungsbereich
Diese besonderen Festlegungen spezifizieren Sicherheitsanforderungen einschließlich der wesentlichen Leistungsmerkmale von Anästhesiegeräten, die für die Verwendung in einem Anästhesiesystem bestimmt sind.
Diese Norm gilt nicht für:
- Anästhesiesysteme, die für die Verwendung mit brennbaren Anästhesiemitteln bestimmt sind
- tragbare Anästhesiesysteme für die Verwendung an abgelegenen Orten, für Notoperationen im Freien oder in Katastrophengebieten
- Geräte für die zahnärztliche Analgesie.

## Zusatzinformation
Folgende geänderte Anforderungen sind in der EN 60601-2-13 enthalten (Auszug):
- Unterbrechung der Stromversorgung
- Schutz gegen gefährliche Ausgangswerte
- Umwelteinflüsse
- Alarme
- Spezialanforderungen Anästhesie